# وسیم عبدالهادی
وسیم عبدالهادی (عربی: وسيم محمد صالح عبد الهادي؛ زادهٔ ۲۸ دسامبر ۱۹۸۲) بازیکن فوتبال اهل فلسطین بود.
وی همچنین در تیم ملی فوتبال فلسطین بازی کرده است.